# Sint-Pauluskerk (Uden)
De Sint-Pauluskerk is een voormalige parochiekerk in de tot de Noord-Brabantse gemeente Maashorst behorende plaats Uden. Het kerkgebouw is gelegen aan de Ereprijsstraat 4.

## Geschiedenis
De kerk werd gebouwd naar een ontwerp van Jan de Jong. Ze kwam gereed in 1966 en is gebouwd in de stijl van de Bossche School. De kerk werd in 2008 onttrokken aan de eredienst. In 2011 werd het kerkgebouw verkocht en in 2012 werd het geklasseerd als gemeentelijk monument.
In 2018 werd het kerkgebouw in gebruik genomen als bedrijfsruimte.

## Gebouw
Het betreft een betrekkelijk laag gebouw met plat dak en zonder toren.